# Bantusprachen

Die ungefähre Verteilung der Bantusprachen (orange) und der anderen afrikanischen Sprachfamilien.

Die Bantusprachen (grau-grün) innerhalb der Niger-Kongo-Sprachen

Die Bantusprachen bilden eine Untergruppe des Volta-Kongo-Zweigs der afrikanischen Niger-Kongo-Sprachen. Es gibt mehr als 500 Bantusprachen, die von ca. 240 Mio. Menschen gesprochen werden. Um die 30 % der afrikanischen Bevölkerung sprechen eine Bantusprache. Sie sind im gesamten mittleren und südlichen Afrika verbreitet und dort in allen Staaten die meistgesprochenen Sprachen, wenn auch als Amtssprache in der Regel Englisch, Französisch oder Portugiesisch verwendet wird.
Im Nordwesten grenzt das Bantu-Gebiet an die übrigen Niger-Kongo-Sprachen, im Nordosten an nilosaharanische und afroasiatische (genauer semitische und kuschitische) Sprachen. Im Südwesten bilden die Khoisansprachen eine Enklave innerhalb des Bantu-Gebiets (siehe Karte).
Die Wissenschaft von den Bantusprachen und den damit verbundenen Kulturen und Völkern wird Bantuistik genannt. Sie ist ein Teilgebiet der Afrikanistik.

## Das WortBantu
Die Bezeichnung Bantu wurde (in der Schreibung Bâ-ntu) von W. H. I. Bleek 1856 in die sprachwissenschaftliche Diskussion als Bezeichnung für die afrikanische Sprachengruppe eingeführt.
Es handelte sich dabei um eine Rekonstruktion des vermuteten Begriffs für „Menschen“ in der angenommenen gemeinsamen Vorform dieser Sprachen. Dabei steht das Nominalklassenpräfix ba- für „Menschen, Leute, Personen“ und die Wurzel -ntu- für „irgend; beliebige“.
In den 1980er Jahren wurde seitens einer Gruppe von südafrikanischen Linguisten die Kritik vorgebracht, der Name Bantu eigne sich daher nicht als Bezeichnung für eine Sprachfamilie, das Präfix ba- bezeichnet nur Menschen, während Sprachen mit dem Präfix ki- für kulturelle Objekte bezeichnet werden müssten.
Die Sprachfamilie müsse daher in KiNtu umbenannt werden. Das Wort kintu existiert tatsächlich in einigen Bantusprachen, hat aber eine sehr allgemeine Bedeutung von „Dinge“, teilweise sogar mit abwertender Bedeutungsnuance. Der Begriff Kintu wurde in Südafrika mindestens bis in die 1990er Jahre gelegentlich weiter verwendet, hat sich aber international nicht durchgesetzt.

## Die sprecherreichsten Bantusprachen
Die bekannteste und als Verkehrssprache am häufigsten gesprochene Bantusprache ist Swahili (auch Suaheli, Kiswahili oder Kisuaheli). Die folgende Tabelle enthält alle Bantusprachen mit mindestens 3 Millionen Sprechern und gibt eine Schätzung für die Zahl ihrer Sprecher, ihre Einordnung innerhalb des Guthrie-Systems (siehe unten) und ihr Hauptverbreitungsgebiet an.
Einige dieser Sprachen sind sogenannte Verkehrssprachen, die nicht nur muttersprachlich (als Erstsprache) erlernt, sondern von vielen Sprechern als Zweit- oder Drittsprache erworben werden, um eine Kommunikation in einem größeren Gebiet über die Sprachgrenzen einzelner Volksgruppen hinweg zu ermöglichen.
| Sprache                       | Alternativnamen                     | Sprecheranzahl (in Mio.) | Guthrie-Zone | Hauptverbreitungsgebiet                                 |
| ----------------------------- | ----------------------------------- | ------------------------ | ------------ | ------------------------------------------------------- |
| Swahili (inkl. Kongo-Swahili) | Suaheli, Kisuaheli, Kiswahili       | 98,4                     | G40          | Tansania, Kenia, Uganda, Ruanda, Burundi, DR Kongo      |
| Lingala                       | Ngala                               | 40,6                     | C40          | DR Kongo, Republik Kongo                                |
| Zulu                          | isiZulu                             | 27,8                     | S40          | Südafrika, Lesotho, Eswatini, Malawi, Mosambik          |
| Xhosa                         | isiXhosa                            | 19,2                     | S40          | Südafrika, Lesotho, Simbabwe                            |
| Kinyarwanda                   | Rwanda                              | 15,3                     | J60          | Ruanda, Burundi, Uganda, DR Kongo                       |
| Chichewa                      | Nyanja, Chewa                       | 14,5                     | N30          | Malawi, Sambia, Mosambik                                |
| Shona                         | Chishona                            | 14,1                     | S10          | Simbabwe, Sambia                                        |
| Setswana                      | Tswana                              | 13,7                     | S30          | Botswana, Südafrika, Namibia                            |
| Nord-Sotho                    | Sesotho sa Leboa, Sepedi, Pedi      | 13,7                     | S30          | Südafrika, Botswana                                     |
| Süd-Sotho                     | Sesotho, Sotho                      | 13,5                     | S30          | Lesotho, Südafrika                                      |
| Kirundi                       | Rundi                               | 12,9                     | J60          | Burundi, Ruanda                                         |
| Luganda                       | Ganda                               | 12,6                     | J10          | Uganda                                                  |
| Kituba (Kreol)                | Kikongo ya Leta, Kutuba, Munukutuba | 12,4                     | H10          | DR Kongo, Republik Kongo; (Kongo-basierte Kreolsprache) |
| Tsonga                        | Xitsonga                            | 10,0                     | S50          | Südafrika, Mosambik, Simbabwe                           |
| Kikuyu                        | Gikuyu                              | 8,3                      | E50          | Kenia                                                   |
| Sukuma                        | Kisukuma                            | 8,1                      | F20          | Tansania                                                |
| Kongo                         | Kikongo                             | 8,0                      | H10          | Angola, DR Kongo, Republik Kongo                        |
| Umbundu                       | Mbundu                              | 7,8                      | R10          | Angola                                                  |
| Luba-Kasai                    | Chiluba, Tschiluba                  | 7,1                      | L30          | DR Kongo                                                |
| Kamba                         | Kikamba                             | 5,3                      | E20          | Kenia                                                   |

Die Klassenpräfixe für Sprachnamen (z. B. ki-, kinya-, chi-, lu-, se-, isi-) werden in der sprachwissenschaftlichen Literatur heute üblicherweise nicht mehr verwendet. Auch in diesem Artikel wird die Kurzform ohne Präfix benutzt, also z. B. Ganda statt Luganda.
Es gibt zahlreiche weitere Bantusprachen mit mehr als 1 Million Sprechern. Für die meisten Sprachen liegt gar keine präzise Schätzung für die Anzahl der Sprecher vor.
Eine Übersicht über Bantusprachen mit mindestens 100.000 Sprechern bietet der Anhang „Bantusprachen nach Guthrie-Zonen“ am Ende dieses Artikels.

## Forschungsgeschichte und heutige Position der Bantusprachen

### Überblick der Forschungsgeschichte
Bereits 1659 erschien von Giacinto Brusciotto eine lateinisch geschriebene Grammatik der Sprache Kongo. Wilhelm Bleek beschrieb erstmals 1856 die Nominalklassen der Bantusprachen (siehe unten) und prägte den Begriff Bantu. Carl Meinhof erarbeitete ihre erste vergleichende Grammatik (1901). Malcolm Guthrie hat sie 1948 klassifiziert und 1967–71 in 16 geografische Zonen eingeteilt, die er mit den Buchstaben A–S (ohne I, O, Q) bezeichnete. Innerhalb dieser Zonen sind die Sprachen in Zehnereinheiten gruppiert und durchnummeriert (siehe: Einteilung der Bantusprachen nach Guthrie). Guthrie hat auch das Proto-Bantu als hypothetische Vorgängersprache aller heutigen Bantusprachen rekonstruiert. Joseph Greenberg klassifizierte die Bantugruppe als eine Unter-Unter-Einheit der Niger-Kongo-Sprachen (siehe unten). Zuvor wurden die Bantusprachen, insbesondere von Carl Meinhof und seinen Schülern, als eine eigene Sprachfamilie angesehen, welche im Verbreitungsgebiet der subsaharischen Sprachen den Sudansprachen gegenübergestellt wurden.

### Entwicklung der Theorien über die Herkunft der Bantusprachen
Mit der Frage der Herkunft (Urheimat) und Entstehung der Bantusprachen beschäftigten sich seit 1860 zahlreiche Sprachforscher. Einige historisch wichtige Hypothesen sind hier aufgeführt, um den schwierigen Prozess bis hin zur heutigen Erklärung des Bantu als einer Untereinheit der Niger-Kongo-Sprachen deutlich zu machen.

#### Richard Lepsius
Der Ägyptologe Richard Lepsius ging 1880 in der Einleitung zu seiner Nubischen Grammatik in Afrika von drei Sprachzonen aus, wobei er die Khoisan-Gruppe nicht berücksichtigte: (1) Bantusprachen im südlichen Afrika, die Sprache der eigentlichen „Neger“, (2) gemischte „Negersprachen“ zwischen Äquator und Sahara, die Sudansprachen, (3) hamitische Sprachen (Ägyptisch, Kuschitisch, Berberisch) im nördlichen Afrika.
Primäre Merkmale dieser Sprachgruppen seien das Klassensystem der Bantu und das Genussystem der Hamiten, die von Westasien nach Afrika eingewandert seien. Durch ihr Vordringen drängten sie Teile der Vorbevölkerung nach Südafrika ab (eben die Bantu, die ihre „reine“ Sprachform behielten); andere Gruppen vermischten sich mit den Hamiten und bildeten Mischsprachen aus – die Sudansprachen –, die weder ein ausgeprägtes Klassen- noch Genussystem aufwiesen. Ihre Grammatik bezeichnete er als „formlos“, „zurückgegangen“ und „entblättert“.

#### August Schleicher
Der Indogermanist August Schleicher hatte eine ganz andere Vorstellung, die er 1891 veröffentlichte. Seiner Meinung nach war Afrika zunächst unbewohnt und wurde von Südwestasien aus in vier großen Wellen bevölkert:
1. die „Buschmänner“ (eigentlich San) und „Hottentotten“ (eigentlich Khoikhoi)
2. die „Negervölker“ des Sudan, die sog. „Nigriten“
3. die Bantu
4. die „Hamiten“.

Dabei ging er davon aus, dass die sudanischen Nigriten bereits ein rudimentäres, unvollkommenes Klassensystem gehabt hätten, das dann die Bantuvölker vervollkommnet und ausgeprägt haben. Für ihn war also das Nigritische oder Sudanische ein evolutionärer Vorläufer des Bantu, und nicht ein Ergebnis des Zerfalls wie bei Lepsius.

#### Carl Meinhof
Der Afrikanist Carl Meinhof äußerte sich zwischen 1905 und 1935 mehrfach über die Entstehung der Bantusprachen; er steht in deutlichen Gegensatz zu den Hypothesen von Lepsius und Schleicher. Für ihn sind nicht die Bantusprache, sondern die Sudansprachen ur-nigritisch. Bantu sei eine Mischsprache mit nigritischer „Mutter“ (Substrat) und hamitischem „Vater“ (Superstrat). Die Besiedlung Afrikas erfolgte nach Meinhof also in drei sprachlichen Schichten: (1) die nigritischen Sudansprachen, (2) die hamitischen Sprachen und (3) die Bantusprachen als Mischform des Nigritischen und Hamitischen.

#### Diedrich Westermann und Joseph Greenberg
Diedrich Westermann ging zunächst als Meinhof-Schüler von einem gemeinsamen nigritischen Substrat der Sudan- und Bantusprachen aus. Ab 1948 war er aber zunehmend von der genetischen Urverwandtschaft der westlichen Sudansprachen und der Bantusprachen überzeugt, wie er in mehreren Veröffentlichungen dargelegt hat. Damit bereitete er den Boden für Greenbergs Niger-Kongo-Ansatz.
Joseph Greenberg setzte die Ansätze Westermanns konsequent fort und etablierte 1949 das Niger-Kongo-Phylum als eine große Sprachfamilie im westlichen und südlichen Afrika, die die Bantusprachen mit einbeschließt und die aus einem westsudanischen „nigritischen“ Kern hervorgegangen ist. Die Struktur dieser Familie hat sich seit diesem ursprünglichen Ansatz noch mehrfach geändert; die letzte Greenbergsche Fassung ist sein Werk „Languages of Africa“ von 1963.
Auch nach Greenberg wurde der innere Aufbau des Niger-Kongo-Phylums noch mehrfach geändert (siehe Niger-Kongo-Sprachen), allerdings stimmen alle Fassungen – auch die aktuellen (z. B. Heine-Nurse 2000) – darin überein, dass die Bantusprachen eine Unter-Unter-Einheit des Niger-Kongo darstellen, die am nächsten mit den sogenannten bantoiden Sprachen Ostnigerias und Westkameruns verwandt sind.

### Die Position der Bantusprachen innerhalb des Niger-Kongo
Die große Bedeutung der Bantusprachen innerhalb der Niger-Kongo-Sprachen (und damit im Kontext der afrikanischen Sprachen generell) zeigen folgende Zahlen:
- Von den etwa 1400 Niger-Kongo-Sprachen gehören 500 zur Bantugruppe; das ist mehr als ein Drittel.
- Von den etwa 350 Millionen Sprechern einer Niger-Kongo-Sprache sprechen 200 Millionen – also fast 60 % – eine Bantusprache.

Dennoch stellt nach heutigen Erkenntnissen, die vor allem auf den Arbeiten von Joseph Greenberg beruhen, die Bantugruppe nur eine Unter-Unter-Einheit des Niger-Kongo dar. Die genaue Position der Bantugruppe innerhalb der Niger-Kongo-Sprachen zeigt das folgende etwas vereinfachte genetische Diagramm:
Position des Bantu innerhalb des Niger-Kongo
- Niger-Kongo
  - Kordofanisch
  - Mande
  - Atlantisch
  - Dogon
  - Ijoid
  - Volta-Kongo
    - Nord-Volta-Kongo
      - Kru
      - Gur (Voltaisch)
      - Senufo
      - Adamawa-Ubangi

    - Süd-Volta-Kongo
      - Kwa
      - Benue-Kongo
        - West-Benue-Kongo
        - Ost-Benue-Kongo
          - Platoid (Zentral-Nigerianisch)
          - Bantoid-Cross-River
            - Cross-River
            - Bantoid
              - Nord-Bantoid
              - Süd-Bantoid
                - diverse kleinere Gruppen
                - Grasland
                - Bantu

Die komplexe Abstammungslinie der Bantusprachen lautet also mit allen Zwischengliedern:
- Niger-Kongo > Volta-Kongo > Süd-Volta-Kongo > Benue-Kongo > Ost-Benue-Kongo >
Bantoid – Cross River > Bantoid > Süd-Bantoid > Bantu.

Zur detaillierten Klassifikation der Bantusprachen innerhalb der Guthrie-Gruppen mit Angabe der Sprecherzahlen siehe den Abschnitt am Ende des Artikels „Bantusprachen nach Guthrie-Zonen“ (für Sprachen mit mindestens 100.000 Sprechern) und den unten angegebenen Weblink (für alle Bantusprachen).

## Urheimat und Ausbreitung
Alle Theorien über die Herkunft der Bantusprachen machen explizit oder implizit Aussagen über ihre Urheimat und spätere Ausbreitung bis in die heutigen Siedlungsgebiete der Bantuvölker.

### Urheimat der Bantusprachen
Gemäß seiner Klassifikation – Bantu als eine Untergruppe der sonst in Nigeria und Kamerun verbreiteten bantoiden Sprachen – setzte Joseph Greenberg die Urheimat der Bantusprachen im mittleren Benue-Tal (Ostnigeria) und im westlichen Kamerun an. Das ist die heute von den meisten Forschern akzeptierte und vertretene Meinung.
Malcolm Guthrie dagegen äußerte noch 1962 auf Basis einer Wort-Sach-Argumentation (Zusammenhang zwischen archäologisch greifbaren Gegenständen oder angebauten Pflanzenarten und den sprachlichen Bezeichnungen dafür), Proto-Bantu sei in einem Gebiet südöstlich des äquatorialen tropischen Regenwaldes entstanden. Aus diesem Kerngebiet seien sternförmig Migrationen in die heutigen Siedlungsgebiete erfolgt. Das Problem der verwandten bantoiden Sprachen im weit entfernten Westafrika löste er durch die Annahme, dass einige Prä-Bantu-Gruppen den Urwald mit Hilfe von Booten nach Norden durchdrungen hätten. Diese Position Guthries spielt in der heutigen Forschung keine Rolle mehr; allgemein wird eine Urheimat der Bantu nördlich des tropischen Regenwaldes angenommen, die große Mehrheit stimmt Greenbergs Ansatz Ostnigeria-Westkamerun zu.

### Ausbreitung der Bantuvölker

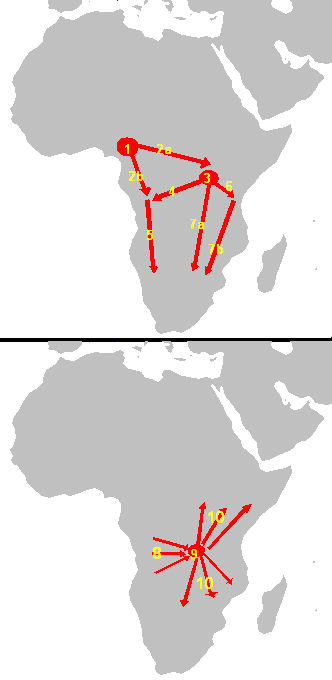
1 = 3000–1500 v. Chr. Urheimat
2 = 1500 v. Chr. Beginn der Ausbreitung
2a = Ostbantu, 2b = Westbantu
3 = 1000–500 v. Chr. Ostbantu-Urewe-Nukleus
4–7 = weitere Ausdehnung nach Süden
9 = 500–0 v. Chr. Kongo-Nukleus
10 = 0–1000 n. Chr. letzte Ausbreitungsphase

Westliche und östliche Ausbreitungsrouten
Die Ausbreitung der Bantuvölker von ihrer westafrikanischen Urheimat ins gesamte subsaharanische Afrika ist eine der größten Wanderungsbewegungen der Menschheit. Zur Frage, welche Wege die Bantu-Gruppen nun von ihrer Urheimat aus eingeschlagen haben, gibt es zwei Theorien, die sich aber nicht gegenseitig ausschließen, sondern nur unterschiedliche Schwerpunkte setzen. Die erste besagt (z. B. Heine-Hoff-Vossen 1977), dass die frühen Bantu hauptsächlich küstennah „am Regenwald westlich vorbei“ nach Süden gezogen seien, eine weitere Gruppierung am Nordrand des Regenwaldes zunächst in östlicher, dann südlicher Richtung gewandert sei. Die westliche Hauptgruppe habe dann einen neuen Nukleus am Unterlauf des Kongos gebildet, aus dem die Mehrzahl der Bantustämme in der Savanne und im ostafrikanischen Hochland hervorgegangen sei. Die zweite Theorie geht hauptsächlich von einer nördlichen Umgehung des Regenwaldes aus. Diese Gruppen seien dann später vom Gebiet der großen ostafrikanischen Seen nach Süden gezogen und hätten dann den Kongo-Nukleus gebildet (oder sich mit ihm vereinigt), von dem aus die weitere Besiedlung Südost- und Südafrikas erfolgt sei. Generell geht man von frühen westlichen und östlichen Bantugruppen aus, die den beiden Hauptwanderungswegen entsprechen.
Chronologie der Ausbreitung
Nach Vansina (1995) und Iliffe (1995) kann man aus dem rekonstruierten Proto-Bantu-Vokabular (Landwirtschaft, Keramikherstellung), den archäologischen Funden (vor allem der Keramik) und den von frühen Bantugruppen landwirtschaftlich genutzten Produkten (Ölpalme, Yams, aber noch kein Getreide) schließen, dass die erste Auswanderung aus der westafrikanischen Urheimat in Ostnigeria nach der Einführung von Landwirtschaft und Töpferei erfolgt sein muss. Damit ergibt sich aus der Archäologie Ostnigerias und Westkameruns als wahrscheinlicher Zeitraum etwa 3000–2500 v. Chr. als Beginn der Auswanderungsbewegung. Zunächst wanderten die frühen Bantu ins Kameruner Grasland, wo weitere Begriffe für Landwirtschaft, Viehhaltung (Ziege, Rind), Fischzucht und Bootsbau das Vokabular bereicherten.
1500–1000 v. Chr. gab es dann eine Abwanderung von Bantugruppen westlich des trockener werdenden Regenwaldes nach Süden bis zum Unterlauf des Kongo. Dort werden Bantukulturen archäologisch etwa 500–400 v. Chr. greifbar. Sie kannten noch keine Metallverarbeitung. Manche dieser Gruppen wanderten weiter nach Süden bis nach Nordnamibia, andere schwenkten nach Osten, zogen durch die großen Flusstäler und vereinigten sich mit der östlichen Gruppe im Kongo-Nukleus (siehe unten).
Die (wahrscheinlich größere) östliche Gruppe zog ab 1500 v. Chr. von Kamerun am Nordrand des Regenwaldes entlang bis in das Gebiet der großen Seen Ostafrikas. Dort gibt es ab 1000 v. Chr. Belege für den ersten Getreideanbau (Sorghum), intensive Viehhaltung und – ab 800 v. Chr. – erste archäologische Belege für die Metallverarbeitung und Eisenherstellung (Schmelzöfen in Ruanda und Tansania). Begriffe für Metalle und Metallverarbeitung spiegeln sich auch sprachlich im Proto-West-Bantu wider, während das Proto-Bantu sie noch nicht kannte. Möglicherweise erfolgte dieser kulturelle Aufschwung der Bantuvölker in Landwirtschaft, Viehzucht und Metallverarbeitung durch den Einfluss nilosaharanischer Gruppen aus dem oberen Niltal, wo diese Kulturstufe deutlich früher erreicht wurde. Die Bantuvölker stellen offensichtlich den Kern der eisenzeitlichen Urewe-Kultur dar, die im Gebiet der großen ostafrikanischen Seen verbreitet war. Mit der intensiveren landwirtschaftlichen Nutzung durch Brandrodung und dem Bedarf an Brennholz für die Eisenherstellung geht eine weitgehende Abholzung der Wälder im ostafrikanischen Seengebiet einher, also eine erste großflächige Umgestaltung der Natur Afrikas durch den Menschen.
Vom Gebiet der großen Seen aus zogen die Urewe-Bantu (ausweislich ihrer spezifischen Keramik) etwa ab 500 v. Chr. nach und nach in alle Gebiete Ost- und Südafrikas. Am Sambesi ist Urewe-Keramik ab 300 v. Chr. nachweisbar. Im ersten nachchristlichen Jahrhundert werden Angola, Malawi, Sambia und Simbabwe erreicht, im 2. Jahrhundert Mosambik, schließlich um 500 n. Chr. Südafrika. Sesshafte Lebensformen (mit Brachland-Rekultivierung) bildeten die Bantuvölker erst ab 1000 n. Chr. aus, vorher zwang sie die Brandrodungstechnik zu ständigem Weiterzug und der Aufgabe der ausgelaugten Flächen.
Dem Druck der Bantuvölker mussten die Khoisan weichen, die damals noch wesentlich größere Gebiete Südafrikas besiedelten als heute. Ihr Rückzugsgebiet wurden die Wüsten- und Steppenzonen Südangolas, Namibias und Botswanas, die für den Anbau von Sorghum ungeeignet und damit für die Bantu unbrauchbar waren. Auch die als „Pygmäen“ zusammengefassten Volksgruppen bewohnten wahrscheinlich größere zusammenhängende Gebiete Zentralafrikas, ehe sie von den Bantu auf wenige kleinere Gebiete zurückgedrängt wurden. Sie sprechen heute die Sprachen der jeweiligen benachbarten Bantuvölker, dies jedoch mit einigen lautlichen und lexikalischen Besonderheiten, die möglicherweise auf frühere eigene Sprachen zurückgehen.

## Sprachliche Charakteristik
Trotz ihrer Verbreitung über ein riesiges Gebiet zeigen die Bantusprachen einen hohen Grad grammatischer Ähnlichkeit. Besonders charakteristisch sind die Bildung von Nominalklassen – alle Substantive werden je nach Sprache in zehn bis zwanzig Klassen eingeteilt, die Klasse des Nomens wird durch ein Präfix gekennzeichnet –, der Einfluss dieser Klassen auf Kongruenz oder Konkordanz aller grammatischen Kategorien (d. h., die Klasse des Nomens überträgt sich auf seine Attribute und die des Subjekts auf die Formen des Prädikats) sowie komplexe, in allen Sprachen ähnlich konstruierte Verbalformen. Sowohl Nominal- als auch Verbalbildung sind im Wesentlichen agglutinativ; es werden sowohl Präfixe als auch Suffixe verwendet.
Die Bantusprachen teilen einen großen gemeinsamen Wortschatz, so dass mehrere hundert Proto-Bantuwurzeln rekonstruiert werden konnten, deren Nachkommen in fast allen Zonen des Guthrie-Schemas auftreten. Wortarten sind in den Bantusprachen nach ihrer syntaktischen Verwendung, nicht nach äußerer Form zu unterscheiden. Außer den schon genannten Nomina und Verben gibt es relativ wenige eigenständige Adjektive (die meisten sind Ableitungen von Verben), ein unvollständiges System von Zahlwörtern (7, 8, und 9 sind in der Regel Fremdwörter) und ein reichhaltiges Inventar von Pronomen, wobei die Demonstrativpronomen bis zu vier verschiedene Stufen der Nähe und Ferne ausdrücken können („dieser“, „jener“ und weitere).
Die Syntax ist stark morphosyntaktisch bestimmt, insbesondere durch das Nominalklassensystem und die damit verbundene Konkordanz in der Nominalphrase und zwischen Subjekt und Prädikat. Die übliche Wortfolge ist Subjekt – Prädikat – Objekt (SVO).

### Phonologie
Historisch haben die Bantusprachen eine einfache Phonetik. Die Wörter bestehen aus offenen Silben, Verschlusslaute können pränasaliert sein (z. B. mb- oder nd-). Das Konsonanteninventar bestand ursprünglich aus stimmlosen, stimmhaften, nasalen und pränasalierten Verschlusslauten: /p, b, m, mp, mb; t, d, n, nt, nd/, außerdem enthielt es /⁠tʃ⁠/. Diese Phoneme blieben auch in den heutigen Bantusprachen weitgehend erhalten. Protobantu hatte offensichtlich keine weiteren Frikative, in den modernen Bantusprachen sind allerdings /s, ʃ, z, h, f, v/ weit verbreitet. Somit erhält man folgenden Konsonantenbestand, von dem einzelne Sprachen aber nicht alle Phoneme besitzen (z. B. /⁠ts⁠/ oder /⁠tʃ⁠/, /⁠dz⁠/ oder /⁠dʒ⁠/; Pränasalreihe 1 oder 3, 2 oder 4):
| Konsonanten          | labial | alveolar | palatal | velar |
| -------------------- | ------ | -------- | ------- | ----- |
| stimmlose Plosive    | p      | t        | .       | k     |
| stimmhafte Ejektive  | b      | d        | .       | g     |
| stimmhafte Implosive | ɓ      | ɗ        | .       | ɠ     |
| Affrikate            | .      | ts/dz    | tʃ/dʒ   | .     |
| Approximanten        | β      | l        | .       | ɣ     |
| Nasale               | m      | n        | ɲ       | ŋ     |
| Pränasalierte 1      | mp     | nt       | .       | ŋk    |
| Pränasalierte 2      | .      | nts      | ntʃ     | .     |
| Pränasalierte 3      | mb     | nd       | .       | ŋg    |
| Pränasalierte 4      | .      | ndz      | ndʒ     | .     |

Die Ejektivlaute entsprechen der deutschen Aussprache von b, d und g. Die Implosivlaute – im Swahili drei, im Shona zwei, im Xhosa und Zulu nur das ɓ – werden in der Schrift zumeist mit ihren ejektiven Pendants wiedergegeben. Diese werden teilweise orthografisch unterschieden, beispielsweise durch ein nachgestelltes h.
Einige südliche Bantusprachen haben durch Kontakt mit Khoisan-Sprachen auch deren Klicklaute übernommen. Dies betrifft vor allem Sprachen der Guthrie-Gruppen S40 und S50, insbesondere Zulu (12 Klicklaute) und Xhosa (15). Aber auch Yeyi (oder Yeye) (R40) hat bis zu 20 Klicklaute, während nahverwandte und benachbarte Sprachen, die auch Kontakt mit den Khoisan-Sprachen hatten und haben (z. B. Herero), keine Spuren davon aufweisen. Wahrscheinlich ist das darauf zurückzuführen, dass die Herero erst sehr viel später als die Xhosa und andere östlich der Kalahari wohnende Völker mit den Khoisan-Sprachen in Kontakt gekommen sind.
Das Vokalsystem des Protobantu bestand aus den sieben Vokalen /i, e, ɛ, a, ɔ, o, u/. Es ist noch heute in den nordost- und nordwest-zentralen Bantusprachen erhalten, während es bei den übrigen (etwa 60 %) auf die fünf Vokale /i, ɛ, a, ɔ, u/ reduziert wurde. In etlichen rezenten Bantusprachen sind auch die Unterschiede zwischen langen und kurzen Vokalen phonemisch relevant. Ob es sich dabei um eine Eigenschaft des Protobantu oder um eine Innovation in bestimmten Teilgruppen handelt, ist bisher nicht entschieden worden.
Das Protobantu war sicherlich eine Tonsprache, das heißt, dass die Tonhöhe einer Silbe bedeutungsrelevant ist. Ein großer Teil der Bantusprachen (97 % laut Nurse 2003) haben diese Eigenschaft bewahrt. Die meisten Bantusprachen haben nicht mehr als zwei differenzierende Töne, die entweder als hoch-tief oder hoch-neutral charakterisiert werden können. Es gibt aber auch komplexere Systeme mit bis zu vier verschiedenen Tonhöhen. Einige wenige Sprachen, darunter Swahili, haben ihre Tondifferenzierung verloren.
In einigen Bantusprachen gibt es eine Form der Vokalharmonie, die sich auf die Vokalisierung von bestimmten Ableitungssuffixen auswirkt. Zum Beispiel erhält im Kikuyu das Umkehrungssuffix -ura hinter der Verbalwurzel hing („öffnen“) die Form hing-ura („schließen“), hinter dem Verb oh („binden“) aber die Form oh-ora („losbinden“). Eine Dissimilation anlautender Konsonanten des Nominalklassenpräfixes und des Nominalstamms zeigt gerade die Eigenbezeichnung des Kikuyu als Gi-kuyu, die regelmäßig gebildet Ki-kuyu lauten müsste (die Schreibweise Kikuyu ist als Endonym falsch, jedoch gerechtfertigt als allgemeine Vorsilbe zur Benennung von Bantusprachen, wie z. B. in Kikongo, Kiluba, Kituba, Kiswahili, Kirundi und mehr als 100 weiteren Bantu-Sprachnamen).
Der Akzent liegt in fast allen Bantusprachen auf der zweitletzten Silbe.

### Nominalmorphologie

#### Nominalklassen
Ein besonderes Merkmal der Bantusprachen ist die Einteilung der Nomina in sogenannte Klassen. Dieses Merkmal teilen sie allerdings mit einer Vielzahl anderer Niger-Kongo-Sprachen und auch mit Sprachen ganz anderer genetischer Herkunft, z. B. kaukasischen, jenisseischen oder australischen Sprachen. Die Zuordnung eines Nomens zu einer Klasse erfolgte ursprünglich nach der Bedeutungskategorie eines Wortes, erscheint aber in den heutigen Bantusprachen oft zufällig. Auch das grammatische Geschlecht z. B. in vielen indogermanischen Sprachen lässt sich als Klasseneinteilung interpretieren (so könnte man das Lateinische als eine 6-Klassen-Sprache auffassen: Maskulinum, Femininum und Neutrum, jeweils im Singular und Plural).
Es gab im Protobantu etwa zwanzig Klassen. Diese Anzahl hat sich bei einigen der heutigen Bantusprachen erhalten (z. B. im Ganda), in anderen wurde sie bis auf etwa zehn Klassen reduziert. Die Nominalklassen werden ausschließlich durch Präfixe (die Klassenpräfixe) markiert. Die Klassen von Nomina und zugehörigen Attributen sowie von Subjekt und Prädikat müssen in der Konstruktion eines Satzes übereinstimmen (Konkordanz), allerdings können die Präfixe einer Klasse bei Nomen, Zahlwort, Pronomen und Verb unterschiedlich sein. In den meisten Bantusprachen bilden die Klassen – und die sie markierenden Präfixe – paarweise den Singular oder Plural eines Wortes (siehe unten die Beispiele aus den Sprachen Ganda und Swahili).
In vielen Bantusprachen gibt es zwei Formen des Klassenpräfixes, eine einsilbige und eine zweisilbige, wobei bei letzterer ein zweites Präfix vor die einsilbige Form des Präfixes gesetzt wird. Dieses vordere Präfix heißt Augment, im Englischen auch pre-prefix. Sehr oft besteht es nur aus dem Vokal des einsilbigen Präfixes oder einer offeneren Variante davon. Die Kontexte, in denen das Präfix mit Augment verwendet wird, variieren sehr stark von Sprache zu Sprache, wobei vielfach Augmente eher in definiten Kontexten vorkommen. In der Sprache Swahili, aus der viele der nachfolgenden Beispiele stammen, gibt es keine Augmente.

#### Beispiele für Nominalklassen
Beispiele für Nominalklassen in der Sprache Ganda:
- zur Wurzel -ganda:
  - mu-ganda „ein(e) Ganda“
  - ba-ganda „die Ganda-Leute“ (Plural der mu-Klasse)
  - bu-ganda „das Land der Ganda“
  - lu-ganda „die Sprache der Ganda“
  - ki-ganda „kulturelle Dinge der Ganda“ (z. B. Liedgut)
- zur Wurzel -ntu:
  - mu-ntu „Mensch“
  - ba-ntu „Menschen“
  - ka-ntu „kleines Ding“
  - gu-ntu „Riese“
  - ga-ntu „Riesen“

Die in diesem Artikel durchgehend zur Verdeutlichung gesetzten Bindestriche zwischen Präfix und Stamm werden in der normalen Bantuschreibung nicht verwendet.
Beispiele aus dem Swahili zeigen die weitverbreitete Dopplung der Klassen in eine Singular-Klasse und eine zugehörige Plural-Klasse.
| Singular | Deutsch | Plural   | Deutsch   |
| -------- | ------- | -------- | --------- |
| m-tu     | Person  | wa-tu    | Leute     |
| m-toto   | Kind    | wa-toto  | Kinder    |
| m-ji     | Stadt   | mi-ji    | Städte    |
| ki-tu    | Ding    | vi-tu    | Dinge     |
| ki-kapu  | Korb    | vi-kapu  | Körbe     |
| ji-cho   | Auge    | ma-cho   | Augen     |
| Ø-gari   | Auto    | ma-gari  | Autos     |
| n-jia    | Straße  | n-jia    | Straßen   |
| u-so     | Gesicht | ny-uso   | Gesichter |
| ki-tanda | Bett    | vi-tanda | Betten    |
| u-fumbi  | Tal     | ma-fumbi | Täler     |
| pa-hali  | Platz   | pa-hali  | Plätze    |

#### Adjektive und Konkordanz in der Nominalphrase
Es gibt nur relativ wenige echte Adjektivwurzeln in den Bantusprachen, offensichtlich ein Erbe der Ursprache. Die meisten Adjektive sind von Verben abgeleitet. In vielen Fällen verwendet man Relativkonstruktionen, also z. B. „der Mann, der stark ist (vom Verbum stark sein)“ statt „der starke Mann“. Die attributiven Adjektive folgen ihrem Kopfnomen, dabei wird das Nominalpräfix der Nominalklasse des Nomens dem Adjektiv vorangestellt, es gilt also die Klassenkonkordanz. Dazu Beispiele aus dem Swahili:
- m-tu m-kubwa „große Person“ (m-tu „Mensch“, kubwa „groß“)
- wa-tu wa-kubwa „große Leute“ (die wa-Klasse ist der Plural der m-Klasse)
- ki-kapu ki-kubwa „großer Korb“ (ki-kapu „Korb“)
- vi-kapu vi-kubwa „große Körbe“ (die vi--Klasse ist der Plural der ki-Klasse)

Sämtliche Glieder einer Nominalphrase, also neben dem Nomen auch Possessivpronomina, Adjektive, Demonstrativpronomina und Zahlwörter, unterliegen dabei der Klassenkonkordanz (außer einigen Zahlwörtern, die aus fremden Sprachen übernommen wurden, siehe unten). Dazu einige Beispiele:
- wa-tu wa-zuri wa-wili wa-le „Menschen“ (-tu) „gute“ (-zuri) „zwei“ (-wili) „jene“ (-le), „jene guten zwei Menschen“
- ki-kapu ki-dogo ki-le „Korb“ (ki-kapu) „kleiner“ (-dogo) „jener“ (-le), „jener kleine Korb“
- vi-kapu vi-dogo vi-tatu vi-le „Körbe“ (vi-kapu) „kleinen“ (-dogo) „drei“ (-tatu) „jene“ (-le), „jene drei kleinen Körbe“.

#### Konkordanz von Subjekt und Prädikat
Die Klasse des Subjekts muss vom Prädikat eines Satzes kongruent aufgenommen werden, es herrscht also auch hier Konkordanz. Folgende Beispiele aus dem Swahili zeigen das Prinzip (Details zur Verbalkonstruktion siehe unten):
- ki-kapu ki-kubwa ki-me-fika „der große Korb ist angekommen“ (ki-kapu „Korb“, -fika „ankommen“, -me- Perfekt-Marker)
Hinweis: gleiche Klassenpräfixe ki- bei Nomen und Verb, sog. Alliteration
- m-toto m-kubwa a-me-fika „das große Kind“ (m-toto) „ist angekommen“
Hinweis: verbales a-Präfix entspricht der nominalen m-Klasse; also verschiedene Präfixmorpheme bei gleicher Klasse
- wa-tu wa-zuri wa-wili wa-le wa-me-anguka „jene“ (wa-le) „zwei“ (wa-wili) „guten“ (wa-zuri) „Menschen sind niedergefallen“ (-anguka)
- wa-geni wa-zungu w-engi wa-li-fika Kenya
  - lit. „Fremde“ (wa-geni) „europäische“ (wa-zungu) „viele“ (w-engi < *wa-ingi) „kamen an“ (-li- Vergangenheitsmarker) „in Kenia“
  - „viele Europäer kamen in Kenia an“

#### Possessivkonstruktion
Possessivkonstruktionen der Art „das Haus des Mannes“ (Haus = Besitz; Mann = Besitzer, im Deutschen Genitivattribut) haben in den Bantusprachen in der Regel folgende Form:
- Besitz + [Adjektivattribut des Besitzes] + (Klassenmarker des Besitzes + a) + Besitzer

Die Verbindung des Klassenmarkers (Präfix der Nominalklasse) mit dem suffigierten -a führt dabei häufig zu Kontraktionen und sonstigen lautlichen Veränderungen des Bindegliedes.
Beispiele aus dem Swahili:
- wa-tu wa (< *wa-a) Tanzania „die Leute von Tansania“
- ki-tabu cha (< *ki-a) m-toto „das Buch“ (kitabu) „des Kindes“
- vi-tabu vya (< *vi-a) wa-toto „die Bücher der Kinder“
- ny-umba ya (< *ny-a) m-tu „das Haus“ (nyumba) „des Mannes“
- ny-umba n-dogo ya m-tu „das kleine“ (-dogo) „Haus des Mannes“

#### Klassennummern nach Bleek
In der linguistischen Literatur werden – wie auch in der deutschen Wikipedia – die unterschiedlichen Klassen durch Nummern bezeichnet, die auf Wilhelm Bleek zurückgehen. Bleek hat dabei folgende Wahl getroffen:
- Weil die Präfixe zur selben Klasse in vielen Sprachen stark unterschiedlich sind, verwendet er zur Bezeichnung der Klassen keine konkreten Klassenpräfixe, sondern neutrale Nummern.
- Er setzt nicht voraus, dass in allen Sprachen die Zuordnung der Plural- zu den Singularklassen dieselbe ist. Deswegen vergibt er verschiedene Nummern an die Singular- und Pluralklassen, so dass Sprachen mit anderen solchen Zuordnungen mit erfasst werden.
- Um aber trotzdem solche Klassenpaare zu unterstützen, hat er für die häufigsten Klassenpaare festgelegt, dass die Nummern der Singularklassen ungerade und die der zugehörigen Pluralklassen jeweils um 1 größer sind. Das geht gut für die Klassenpaare 1/2 bis 9/10 in vielen südlichen und zentralen Bantusprachen, also für die häufigsten Klassen in sehr vielen Sprachen.

Bleek war nicht der erste, der ein solches System entwickelt hat. Seine vergleichende Grammatik südafrikanischer Sprachen enthält eine Vergleichstabelle der Bezeichnungssysteme von vierzehn verschiedenen Autoren, das älteste von Giacinto Brusciotto da Vetralla (1659), die anderen zeitgenössisch, also aus der Mitte des 19. Jahrhunderts. Neu war allerdings die Erweiterung auf möglichst viele verschiedene Sprachen. In dieser Tabelle werden auch die Bezeichnungen für den Begriff Klassen verglichen, nämlich „classes“ (7×), „declensions“ (4×), „species“, „concords“, „genera“, sowie zwei Wörter, die „[Wort]anfänge“ bedeuten. In diesem Buch verwendet Bleek selbst durchgängig „classes (or genders)“, also eine Abkehr von dem vorher von ihm gebrauchten Begriff „genera“ mit einem Verweis darauf.
Bleeks Bezeichnungsweise für die Klassen ist stark an den Bedürfnissen vergleichender Studien verwandter Sprachen orientiert. Für die Lehre einer einzelnen Sprache sind dagegen die konkreten Präfixe und die feste Zuordnung von Plural- zu Singularklassen in dieser Sprache viel leichter zu erfassen und werden daher in Sprachlehrbüchern und Wörterbüchern zur Bezeichnung der Klassen verwendet. Das entspricht auch stärker den Genera und Deklinationsklassen, wie man sie von anderen Sprachen kennt.

#### Klasse und Bedeutung
Obwohl die Klassenzugehörigkeit von Nomina heutiger Bantusprachen nur sehr schwer semantisch bestimmbar ist (siehe obige Beispiele), wurde in vielen Forschungsarbeiten zu diesem Thema eine Liste der Bedeutungsfelder der einzelnen Nominalklassen erarbeitet. Eine Zusammenfassung dieser Ergebnisse geben Hendrikse und Poulos (1992), hier zitiert nach Nurse (2003). Neben den rekonstruierten Protobantu-Klassenpräfixen (nach Meeussen 1967) sind als Beispiel die Ganda-Präfixe aufgeführt, hier erweitert durch die vokalischen Prä-Präfixe, die sogenannten Augmente. Die Ganda-Präfixe entsprechen – wie man sieht – den rekonstruierten Protobantu-Präfixen weitgehend. Dazu werden einige charakteristische Beispielwörter aus der Ganda-Sprache angegeben. Die letzte Spalte beschreibt die Bedeutungsfelder der einzelnen Klassen.
| Klasse | Proto-Bantu-Präfix | Ganda-Präfix | Ganda-Beispiel | Bedeutung des Beispiels | Bedeutungsfeld der Klasse                                                       |
| ------ | ------------------ | ------------ | -------------- | ----------------------- | ------------------------------------------------------------------------------- |
| 1      | mu-                | o.mu-        | o.mu-ntu       | Mensch                  | menschliche Wesen, Personifikationen, Verwandtschaftsbezeichnungen              |
| 2      | ba-                | a.ba-        | a.ba-ntu       | Menschen                | Plural der Klasse 1                                                             |
| 3      | mu-                | o.mu-        | o.mu-ti        | Baum                    | Naturphänomene, Körperteile, Pflanzen, Tiere                                    |
| 4      | mi-                | e.mi-        | e.mi-ti        | Bäume                   | Plural der Klasse 3                                                             |
| 5      | (l)i-              | li-/e.ri     | ej-jinja       | Stein                   | Naturphänomene, Tiere, Körperteile, Paariges, unerwünschte Personen, Derogativa |
| 6      | ma-                | a.ma-        | a.ma-yinya     | Steine                  | Plural der Klassen 5 und 14; Massenbegriffe, Flüssigkeiten, Zeitangaben         |
| 7      | ki-                | e.ki-        | e.ki-zimbe     | Haus                    | Körperteile, Werkzeuge, Insekten; Krankheiten u. a.                             |
| 8      | bi-                | e.bi-        | e.bi-zimde     | Häuser                  | Plural der Klasse 7                                                             |
| 9      | n-                 | e.n-         | e.n-jovu       | Elefant                 | Tiere; auch Menschen, Körperteile, Werkzeuge                                    |
| 10     | (li-)n-            | zi-          | zi-jovu        | Elefanten               | Plural der Klassen 9 und 11                                                     |
| 11     | lu-                | o.lu-        | o.lu-tindo     | Brücke                  | lange, dünne Dinge, längliche Körperteile; Sprachen, Naturphänomene u. a.       |
| 12     | tu-                | o.tu-        | o.tu-zzi       | viele Tropfen           | Plural der Klassen 13 und 19                                                    |
| 13     | ka-                | a.ka-        | a.ka-zzi       | ein Tropfen             | Diminutiva, Derogativa; aber auch Augmentativa                                  |
| 14     | bu-                | o.bu-        | o.bu-mwa       | Münder                  | Abstrakta, Eigenschaften, Kollektiva                                            |
| 15     | ku-                | o.ku-        | o.ku-genda     | gehend                  | Infinitive; einige Körperteile, z. B. Arm, Bein                                 |
| 16     | pa-                | a.wa-        | .              | .                       | Ortsbezeichnungen: Ankreis                                                      |
| 17     | ku-                | o.ku-        | .              | .                       | Ortsbezeichnungen: Umkreis                                                      |
| 18     | mu-                | o.mu-        | .              | .                       | Ortsbezeichnungen: Inkreis                                                      |
| 19     | pi-                | .            | .              | .                       | Diminutiva (sg.)                                                                |
| 20     | ɣu-                | o.gu-        | o.gu-ntu       | Riese                   | Derogativa (sg.); auch Augmentiva                                               |
| 21     | ɣi-                | .            | .              | .                       | Augmentiva, Derogativa                                                          |
| 22     | ɣa-                | a.ga-        | a.ga-ntu       | Riesen                  | Plural der Klasse 20                                                            |
| 23     | i-                 | e-           | .              | .                       | Ortsbezeichnungen; alte Infinitivklasse                                         |

Ein Blick in diese Tabelle zeigt viele Überschneidungen der Bedeutungsfelder der einzelnen Klassen, z. B. können Tiere den Klassen 3–4, 5–6, 7–8, 9–10 und anderen zugeordnet werden. Somit ist fast nie vorhersagbar, zu welcher Klasse ein Nomen einer bestimmten Bedeutungskategorie gehört. Eine Ausnahme stellen die Personenbezeichnungen dar, die fast immer den Klassen 1 und 2 zugeordnet sind.

#### Pronomina
Neben den abhängigen Personalenklitika für pronomiales Subjekt und Objekt, die in Verbalkonstruktionen verwendet werden (siehe dort), gibt es in den Bantusprachen auch selbständige Personalpronomina. Sie werden zur besonderen Betonung (Emphase) der Person eingesetzt, in der Regel nur als Subjekt. Die Possessivpronomina sind nicht enklitisch, sondern werden dem zu bestimmenden Nomen mit Klassenkonkordanz (siehe oben) als eigenständiges Wort nachgestellt. Die beiden Pronomina lauten im Swahili:
| Person | Personal | Dt.    | Possessiv | Dt.      |
| ------ | -------- | ------ | --------- | -------- |
| 1.sg.  | mimi     | ich    | -angu     | mein     |
| 2.sg.  | wewe     | du     | -ako      | dein     |
| 3.sg.  | yeye     | er/sie | -ake      | sein/ihr |
| 1.pl.  | sisi     | wir    | -etu      | unser    |
| 2.pl.  | ninyi    | ihr    | -enu      | euer     |
| 3.pl.  | wao      | sie    | -ao       | ihr      |

Einige Beispiele zum Possessivpronomen:
- vi-tabu vy-angu (< *vi-angu) „meine Bücher“
- ki-tabu ki-le ni ch-angu (< *ki-angu)  „jenes Buch ist mein“
- ny-umba y-etu „unser Haus“
- wa-toto w-angu w-ema „meine guten (-ema) Kinder (-toto)“

Die Demonstrativa bieten im Protobantu ein differenziertes drei- oder sogar vierstufiges System der Nähe und Ferne des Verweises (während z. B. im Deutschen nur ein zweistufiges System mit „dieser“ und „jener“ existiert):
- Stufe 1: Verweis den unmittelbaren Nahbereich des Redenden: dieser hier
- Stufe 2: Verweis auf den relativen Nahbereich des Redenden: dieser
- Stufe 3: Verweis auf den Nahbereich des Angesprochenen: jene dort in der Nähe
- Stufe 4: Verweis auf Dritte fern von den Gesprächspartnern: jene dort hinten, in der Ferne

Zum Beispiel haben sich in der Sprache Venda (S20) alle vier Stufen erhalten. Durch lautliche Verbindung mit den Klassenmarkern entwickeln die Demonstrativa für jede Klasse eine besondere Form. Sie lauten im Venda in den Klassen 1 und 2 (Personenklassen, vereinfachte Phonetik):
| Klasse | Stufe 1 | Stufe 2 | Stufe 3 | Stufe 4 |
| ------ | ------- | ------- | ------- | ------- |
| 1      | ula     | uyu     | uyo     | uno     |
| 2      | bala    | aba     | abo     | bano    |

Allerdings haben sich in vielen Bantusprachen davon nur zwei Stufen erhalten, z. B. im Swahili Klassenmarker+le „jener“, hV+Klassenmarker „dieser“ („V“ Vokal in Harmonie mit dem Klassenmarker). Ausnahmsweise wird beim Nah-Demonstrativum hV- der Klassenmarker nicht als Präfix, sondern als Suffix verwendet. Dazu einige Beispiele aus dem Swahili:
- ki-jiji hi-ki „dieses Dorf (-jiji)“
- vi-jiji hi-vi „diese Dörfer“
- wa-toto ha-wa „diese Kinder“
- ki-jiji ki-le „jenes Dorf“
- vi-jiji vi-le „jene Dörfer“
- wa-toto wa-le „jene Kinder“

Während Possessiv- und Demonstrativpronomina der Klassenkonkordanz (siehe oben) unterworfen sind, unterscheidet das Fragepronomen in den Bantusprachen nur die Kategorien „Person“ und „Sache“, z. B. im Swahili nani „wer?“, nini „was?“.

#### Zahlwörter
Die Zahlwörter für 1–5 und 10 stammen in vielen Bantusprachen vom Urbantu und sind immer noch relativ ähnlich, für 6–9 sind sie unterschiedlicher Herkunft (Arabisch, europäische Sprachen, afrikanische Nicht-Bantu-Sprachen) und variieren in den einzelnen Sprachen stark. In den Sprachen Swahili und isiZulu lauten die Zahlenwörter wie folgt:
| Zahl    | Swahili       |  | Zahl    | isiZulu           |
| ------- | ------------- |  | ------- | ----------------- |
| 0       | sufuri        |  | 0       | iqanda            |
| 1       | -moja         |  | 1       | ku -nye           |
| 2       | -wili / mbili |  | 2       | ku -bili          |
| 3       | -tatu         |  | 3       | ku -tathu         |
| 4       | -nne          |  | 4       | ku -ne            |
| 5       | -tano         |  | 5       | ku -hlanu         |
| 6       | sita          |  | 6       | isithupa          |
| 7       | saba          |  | 7       | isikhombisa       |
| 8       | -nane         |  | 8       | isishiyagalombili |
| 9       | tisa          |  | 9       | isishiyagalolunye |
| 10      | kumi          |  | 10      | ishumi            |
| 11      | kumi na -moja |  | 11      | ishumi na -nye    |
| 12      | kumi na -wili |  | 12      | ishumi na -mbili  |
| 100     | mia moja      |  | 100     | ikhulu            |
| 1000    | elfu moja     |  | 1000    | inkulungwane      |
| Million | milioni moja  |  | Million | isigidi           |

Beim Swahili werden die Zahlwörter für 1–5 und 8 wie Adjektive behandelt und nehmen an der Klassenkordanz teil (siehe oben). Die Zahlwörter für 6, 7 und 9 (kursiv) stammen aus dem Arabischen und unterliegen nicht der Konkordanz, sie erhalten also keine Klassenpräfixe (siehe oben). Die Zehner (außer „10“) und Hunderter sind ebenfalls arabischer Herkunft.
Beispiele aus dem Swahili:
- vi-su vi-tatu „drei Messer“ (Konkordanz vi-Klasse)
- vi-su saba „sieben Messer“ (keine Konkordanz)
- wa-toto wa-nne „vier Kinder“
- wa-toto kumi na m-moja „elf Kinder“

Beim isiZulu werden die Zahlwörter für 1–5 ebenso wie Adjektive behandelt und können mit unterschiedlichen, vorne angehängten, Präfixen etwas anderes aussagen. Die weiteren Zahlwörter ergeben sich hingegen aus einer spezifischen Zählweise der Finger.
- isithupha der Daumen der rechten Hand; Die Nummer sechs

- isikhombisa der Zeigefinger der rechten Hand; der „Zeiger“; Die Zahl Sieben

- isishiyagalombili die Anzahl der „zwei zurückgelassenen Finger (von zehn)“; Die Zahl Acht

- isishiyagalolunye die Zahl des „einen zurückgelassenen Fingers“; Die Zahl Neun

- ishumi Die Zahl Zehn

Beispiele aus dem isiZulu:
- isikhombisa „sieben“

- yisikhombisa „es sind sieben“

- abayisikhombisa „sieben Leute“

- bayisikhombisa „sie sind sieben / es gibt sieben von ihnen“

### Verbalmorphologie

#### Verbalderivationen, Aspekt und Tempus
Verbalderivationen
Durch verschiedene Suffixe am Verbalstamm können abgeleitete Verben (Derivate) gebildet werden, davon machen die meisten Bantusprachen regen Gebrauch. Einige der Derivationsendungen haben sich aus protosprachlichen Vorgängern entwickelt. Dazu zwei Beispiele:
Der protosprachliche Reziprok-Marker (reziprok = wechselseitig) „-ana“ hat sich in vielen Bantusprachen erhalten, z. B.
- Swahili: pend-ana „sich gegenseitig lieben“
- Lingala: ling-ana „sich gegenseitig lieben“
- Zulu: bon-ana „sich gegenseitig sehen“
- Ganda: yombag-ana „miteinander kämpfen“

Der Kausativ-Marker „-Vsha“ erscheint als -Vsha im Swahili, -ithia im Kikuyu, -isa im Zulu, -Vtsa im Shona, -Vsa im Sotho und -isa im Lingala. („V“ steht hier für einen beliebigen Vokal.)
Eine Übersicht über die Derivationssuffixe gibt die folgende Tabelle mit einigen Beispielen (nach Möhlig 1980).
| Form      | Bedeutung  | Funktion                             | Beispiel                                              |
| --------- | ---------- | ------------------------------------ | ----------------------------------------------------- |
| -ana      | reziprok   | Wechselseitigkeit der Handlung       | Swahili: pend-ana „sich gegenseitig lieben“           |
| -Vsha     | kausativ   | Veranlassung einer Handlung          | Swahili: fung-isha „binden lassen“                    |
| -ama      | positional | eine Stellung einnehmen              | Herero: hend-ama „schräg stehen“                      |
| -ata      | kontaktiv  | etwas miteinander in Kontakt bringen | Swahili: kama „drücken“ > kam-ata „zusammenfassen“    |
| -ula/-ura | reversiv   | gegenteilige Handlung                | Kikuyu: hinga „öffnen“ > hing-ura „schließen“         |
| -wa       | passiv     | Passivierung der Handlung            | Swahili: piga „schlagen“ > pig-wa „geschlagen werden“ |

Aspekt, Modus und Tempus
Aspekte und Modi werden durch Suffixe markiert, die meisten Bantusprachen haben sieben Aspekte bzw. Modi: Infinitiv, Indikativ, Imperativ, Konjunktiv, Perfektiv, Kontinuativ und Subjunktiv. (In der Bantuistik spricht man in der Regel nur von „Aspekten“.)
Tempora werden durch Präfixe gekennzeichnet, die zwischen dem Klassenpräfix (siehe oben) und Stamm eingefügt werden (konkrete Beispiele im nächsten Abschnitt). (In der afrikanistischen Literatur werden die Tempuspräfixe häufig fälschlich als „Tempusinfixe“ bezeichnet.) Die Tempora und ihre markierenden Präfixe variieren in den einzelnen Bantusprachen sehr stark, so dass sie sich kaum aus gemeinsamen protosprachlichen Morphemen entwickelt haben, sondern erst später in den einzelnen Zweigen der Bantusprachen mehr oder weniger unabhängig voneinander entstanden sind.

#### Verbalkonstruktion im Swahili
Im Folgenden werden einige Verbalkonstruktionen des Swahili dargestellt.
Infinitiv
Infinitive werden als ku + Stamm + Endvokal gebildet; der Endvokal ist -a, wenn es sich um ein originales Bantuverb handelt (außer -keti), jedoch sind -e/-i/-u, wenn ein aus einer anderen Sprache (hauptsächlich aus dem Arabischen) stammendes Fremdverb vorliegt. Beispiele:
- ku-fany-a „tun, machen“
- ku-fikir-i „denken“

Imperativ
Der Imperativ wird im Singular durch den Stamm + Endvokal, im Plural durch Anhängen von -eni an den Stamm ausgedrückt.
- som-a „lies!“
- som-eni „lest!“

Indikativ
Finite Verbalformen des Indikativs haben die Gestalt
- Subjektmarker + Tempuspräfix + Objektmarker + Stamm

Subjektmarker ist das Klassenpräfix (s. o.) des nominalen Subjekts, allerdings werden für Subjekte der Personenklassen m- /wa- (nominal und pronominal) besondere Subjektmarker verwendet. Gleiches gilt für die Objektmarker, die sich auf ein direktes oder indirektes Objekt beziehen können. Subjekt- und Objektmarker der Personenklassen sind in der folgenden Tabelle zusammengestellt.
| Person | Subjekt | Objekt |
| ------ | ------- | ------ |
| 1.sg.  | ni-     | -ni-   |
| 2.sg.  | u-      | -ku-   |
| 3.sg.  | a-      | -m-    |
| 1.pl.  | tu-     | -tu-   |
| 2.pl.  | m-      | -wa-   |
| 3.pl.  | wa-     | -wa-   |

Bei allen anderen Klassen sind Subjekt- und Objektmarker identisch und entsprechen dem jeweiligen Klassenmarker, z. B. ki- „es“, vi- „sie (pl.)“ in der ki-/vi-Klasse. Die folgende Tabelle stellt die Tempuspräfixe des Swahili zusammen.
| Tempus        | Präfix |
| ------------- | ------ |
| Präsens       | -na-   |
| Vergangenheit | -li-   |
| Futur         | -ta-   |
| Perfekt       | -me-   |
| Konditional   | -ki-   |
| Habitual      | -hu-   |
| Narrativ      | -ka-   |

Einige Konstruktionsbeispiele für den Indikativ
- a-li-ni-pa SUBJ – TEMP – OBJ – STAMM „er (m-Klasse) – VERG – mir (m-Klasse) – geben“ > „er gab (es) mir“
- ni-li-ki-nunua SUBJ – TEMP – OBJ – STAMM „ich – VERG – etwas (ki-Klasse) – kaufen“ > „ich kaufte etwas (was der ki-Klasse angehört)“
- ni-li-m-sikia „ich hörte ihn“ (-sikia hören)
- a-li-ni-sikia „er hörte mich“
- ni-na-soma „ich lese (gerade)“ (-na- Präsens-Präfix, -soma „lesen“)
- ni-ta-soma „ich werde lesen“ (-ta- Futur-Präfix)
- ki-me-fika „es ist angekommen“ (-me- Perkekt-Präfix, -fika ankommen, ki- Subjekt ki-Klasse)
- ni-ki-kaa „wenn ich warte“ (-ki- Konditionalis, -kaa „warten“)

Benefaktiv
Um zu verdeutlichen, dass die Handlung zum Vorteil für eine Person geschieht, wird zusätzlich zum Objektmarker nach dem Verbstamm (aber vor dem Endvokal -a) ein sog. Benefaktivsuffix -i- oder -e- eingefügt. Beispiel:
- a-li-ni-andik-i-a barua
  - Analyse: SUBJ (er) – TEMP (Verg.) – OBJ (mir) – STAMM (andik „schreiben“) – BENEFAK – ENDVOKAL + OBJ (barua „Brief“)
  - „er schrieb mir einen Brief“

Relativkonstruktion
Relativkonstruktionen der Form „das Kind, das ein Buch las“ werden im Swahili durch das Relativpräfix -ye- ausgedrückt, das dem Tempuspräfix folgt. Beispiele:
- m-toto a-li-ye-soma kitabu „das Kind, das ein Buch las“
- ni-na-ye-ki-soma kitabu „ich, der (ich) das Buch gerade lese“

Passiv
Das Passiv wird bei transitiven Verben durch Einfügen von -w- oder -uliw- vor dem Infinitiv-Endvokal (in der Regel -a) gekennzeichnet. Beispiele:
- ku-som-a „lesen“ > ku-som-w-a „gelesen werden“
- ku-ju-a „wissen“ > ku-ju-liw-a (< *ku-ju-uliw-a) „bekannt sein“

Kausative
Kausative werden durch Anfügen des Suffixes -sha am Stamm gebildet. Beispiel:
- ku-telem-ka „hinuntergehen“ > ku-telem-sha „erniedrigen“.

Die Beispiele sind teilweise aus Campbell (1995) übernommen.

## Bemerkungen zu Schrift und Literatur
Keine Bantusprache hat eine eigene Schrift entwickelt. Nur Swahili hatte bereits in vorkolonialer Zeit – vielleicht schon seit dem 10. Jahrhundert – die arabische Schrift zur Fixierung einer überwiegend islamisch-religiösen Literatur übernommen. Neben theologischen Ausführungen gab es aber auch Rechtstexte, Chroniken, Geographica, Märchen, Lieder und Epen. Diese Epen (z. B. „Das Geheimnis der Geheimnisse“, das „Herkal-Epos“) sind inhaltlich und formal nach arabischen Vorbildern geschaffen, weisen aber auch Einflüsse der ostafrikanischen Bantukultur auf. Die Bedeutung der arabisierten Swahili-Literatur kann man mit der der Literaturen in den Sprachen Hausa, Ful, Kanuri und Berber vergleichen, die ebenfalls frühzeitig (im 10.–14. Jahrhundert) arabisch verschriftet wurden. Seit dem späten 19. Jahrhundert wurde Swahili wie alle anderen verschriftlichten Bantusprachen in lateinischer Schrift geschrieben.
Auch ohne Schrift besaßen und besitzen die Bantuvölker eine reichhaltige orale Literatur, die Mythen, Märchen, Fabeln, Sprichwörter, Lieder und Stammesgeschichten umfasst. Unter europäischem – insbesondere missionarischem – Einfluss wurde vor allem für die größeren Bantusprachen seit der Mitte des 19. Jahrhunderts das lateinische Alphabet eingeführt (meist mit kleineren sprachspezifischen Modifikationen), häufig waren Bibelübersetzungen die ersten schriftlichen Texte in einer Sprache. Seit dieser Zeit setzte auch eine rege Sammeltätigkeit von Missionaren, Verwaltungsbeamten und Sprachwissenschaftlern ein, die sakrales und profanes Liedgut, Spruch- und Rätseldichtungen, Mythen, Märchen, Sagen und Epen der Bantuvölker zusammentrugen und in den Originalsprachen aufzeichneten. In Europa sind davon in der Regel nur Übersetzungen bekannt geworden.
Inzwischen hat sich eine recht umfangreiche und vielseitige neue schwarzafrikanische Literatur entwickelt, allerdings bevorzugen die meisten modernen Autoren eine der Kolonialsprachen als Vehikel ihrer Werke, da sie damit eine wesentlich größere Zielgruppe erreichen können. Die orale Bantuliteratur spielt aber sowohl inhaltlich als auch formal eine wichtige Rolle als Grundlage für große Bereiche der neoafrikanischen Literatur.

## Typologie und geographische Verteilung
Die Bantusprachen liegen in zahlreichen Dialekten und Dialektgruppen vor, so dass eine objektive Einteilung in Einzelsprachen nicht möglich ist. Die Anzahl der Bantusprachen liegt dabei aber gewiss bei mehreren Hundert. Ethnologue (2015) listet eine Gesamtzahl von 538 Sprachen. Ebenfalls keine präzisen Angaben sind möglich zur Anzahl der Sprecher, sie liegt aber  gewiss im dreistelligen Millionenbereich, etwa 200 Millionen Sprecher um das Jahr 2000 (oder etwa 3,5 % der damaligen Weltbevölkerung).
Malcolm Guthrie hat die Bantusprachen 1948 in 16 Gruppen („Zonen“) eingeteilt, die er mit den Buchstaben A – S (ohne I, O, Q) bezeichnete, zum Beispiel ist Zone A = Bantusprachen aus Kamerun und Äquatorialguinea. Innerhalb jeder Zone sind die Sprachen in Zehnereinheiten gruppiert, so sind etwa A10 = Lundu-Balong-Gruppe und A20 = Duala-Gruppe. Die einzelnen Sprachen sind in jeder Zehnergruppe durchnummeriert; zum Beispiel ist A11 = Londo und A15 = Mbo. Dialekte werden durch kleine Buchstaben gekennzeichnet, z. B. A15a = Nordost-Mbo. Das System von Guthrie ist geografisch orientiert. Die Anordnung nach geographischen Regionen hat durchaus eine Korrelation mit den vermuteten genetischen Verwandtschaftsverhältnissen der Sprachen, die Guthrie-Codes sind allerdings nicht durch eine solche Verwandtschaft definiert, und sie bleiben auch bestehen, wenn sich die Auffassung über solche Verwandtschaftsverhältnisse verändern sollte.
Im Folgenden werden die einzelnen Zonen mit ihren Zehnergruppen aufgeführt und die Sprachen mit mindestens 100.000 Sprechern innerhalb der Zehnergruppen angegeben. Auf die Einzelnummerierung der Sprachen wird verzichtet, da sie je nach Autor unterschiedlich ausfällt. Details über diese Sprachen findet man in Ethnologue, das auch die Hauptquelle für die Sprecherzahlen ist.
Die Angaben zur Sprecherzahl sind teilweise stark veraltet; sie stammen aus der Ausgabe von 2015 von Ethnologue, sind dort aber  teilweise aus Publikationen der 1960er bis 1980er Jahre bezogen. Aufgrund des starken Bevölkerungswachstums in der Region können diese Angaben nach fünf Jahrzehnten ein Mehrfaches (bis um die 500 %) von der aktuellen Situation abweichen.
Die Zonen A, B und C werden als Nordwest-Bantu, die übrigen als Zentral-Süd-Bantu klassifiziert. Sprachen mit mindestens 1 Mio. Sprecher sind in Fettdruck angegeben. In der Regel ist die Anzahl der muttersprachlichen Sprecher S1 angegeben, S2 ist die Sprecherzahl einschließlich der Zweitsprecher (wird nur angegeben, wenn sie signifikant von S1 abweicht).

### Nordwest-Bantu

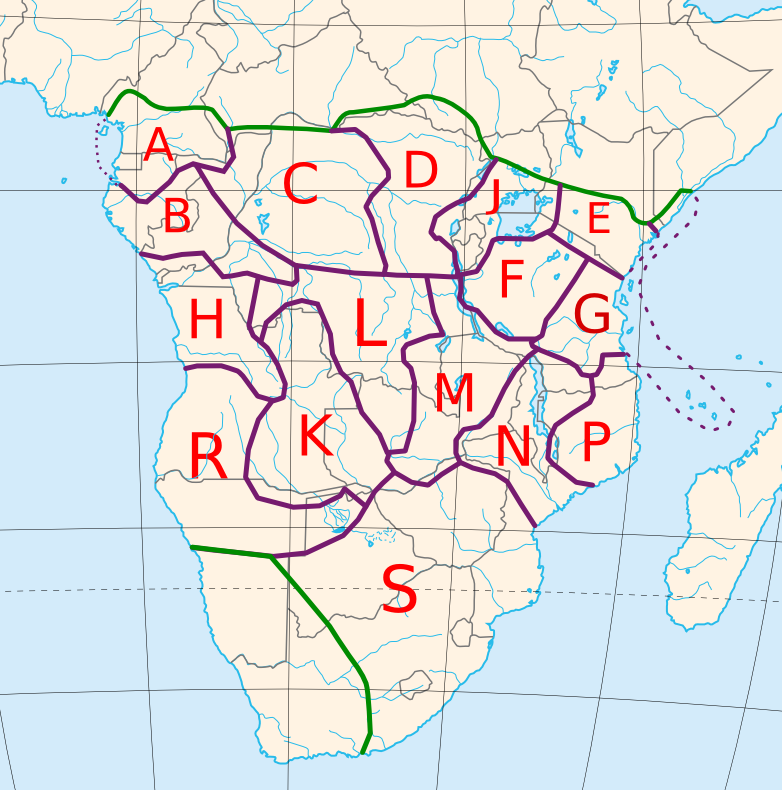
Grobe Lage der Guthrie-Zonen

- Zone A – Kamerun, Äquatorialguinea – 53 Sprachen mit 5,1 Mio. Sprechern
  - A10 Lundu-Balong: Akoose (110 Tsd.); Oroko (110 Tsd.)
  - A20 Duala: Duala (90 Tsd.)[11]
  - A30 Bube-Benga
  - A40 Basaa: Basaa (230 Tsd.)
  - A50 Bafia: Bafia
  - A70 Beti-Fang: Beti (2 Mio.); Fang (450 Tsd.), Ewondo (600 Tsd.), Bulu (860 Tsd.)
  - A80 Makaa-Njem
  - A90 Kako: Kako (120 Tsd.)
- Zone B – Gabun, DR Kongo, Republik Kongo – 40 Sprachen mit 1,6 Mio. Sprechern
  - B10 Myene
  - B20 Kele: Kélé
  - B30 Tsogo: Tsogo
  - B40 Shira: Punu (130 Tsd.)
  - B50 Njebi: Njebi (130 Tsd.)
  - B60 Mbere: Mbere (100 Tsd.)
  - B70 Teke: Teke (200 Tsd.); Teke-Tsaayi (130 Tsd.)
  - B80 Yansi: Mpuono (160 Tsd.), Ding (150 Tsd.)
- Zone C – Zentralafrikanische Republik, DR Kongo, Republik Kongo – 69 Sprachen mit 6,2 Mio. Sprechern
  - C10 Ngando
  - C20 Ngundi
  - C30 Mbosi: Mbosi (110 Tsd.)
  - C40 Lingala-Ntomba: Lingala (2 Mio., S2 9 Mio.), Bangala (2 bis 3,5 Mio.), Budza (250 Tsd.); Ntomba (100 Tsd.); Bangi (110 Tsd.), Bolia (100 Tsd.)
  - C50 Ngombe: Ngombe (200 Tsd.), Bwa (Libua) (200 Tsd.), Kele (200 Tsd.), Foma (160 Tsd.)
  - C60 Mongo: Mongo-Nkundu (400 Tsd.), Ngando (220 Tsd.)
  - C70 Tetela: Tetela (750 Tsd.), Kela (200 Tsd.)
  - C80 Bushong: Bushong (160 Tsd.)

### Zentral-Süd-Bantu
- Zone D – DR Kongo, Uganda, Tansania – 36 Sprachen mit 2,3 Mio. Sprechern
  - D10 Enya: Mbole (100 Tsd.), Lengola (100 Tsd.)
  - D20 Lega-Kalanga: Lega-Shabunda (400 Tsd.), Zimba (120 Tsd.)
  - D30 Bira-Huku: Komo (400 Tsd.), Budu (200 Tsd.), Bera (120 Tsd.)
  - D40 Nyanga: Nyanga (150 Tsd.)
  - D50 Bembe: Bembe (250 Tsd.)
- Zone E – Kenia, Tansania – 36 Sprachen mit 16 Mio. Sprechern
  - E10 Kuria: Gusii (Kisii) (2 Mio.), Kuria (350 Tsd.); Suba (160 Tsd.)
  - E20 Kikuyu-Meru: Kikuyu (Kikuyu) (5,5 Mio.), Kamba (2,5 Mio.), Embu-Mbere (450 Tsd.); Meru (1,3 Mio.), Tharaka (120 Tsd.)
  - E30 Chagga: Chagga (400 Tsd.), Machame (300 Tsd.), Vunjo (300 Tsd.), Mochi (600 Tsd.), Rwa (100 Tsd.)
  - E40 Nyika: Nyika (Giryama) (650 Tsd.), Digo (300 Tsd.), Duruma (250 Tsd.), Chonyi (120 Tsd.); Taita (200 Tsd.)
- Zone F – Tansania – 16 Sprachen mit 7 Mio. Sprechern
  - F10 Tongwe: Mambwe-Lungu (400 Tsd.), Fipa (200 Tsd.)
  - F20 Sukuma-Nyamwesi: Sukuma (3,2 Mio.), Nyamwesi (1,2 Mio.), Sumbwa (200 Tsd.)
  - F30 Nyilamba-Langi: Nyaturu (550 Tsd.), Nilamba (Ramba) (450 Tsd.), Langi (Rangi) (350 Tsd.)
- Zone G – Tansania, Komoren – 32 Sprachen mit 82 Mio. Sprechern
  - G10 Gogo: Gogo (1,3 Mio.), Kagulu (200 Tsd.)
  - G20 Shambala: Shambala (700 Tsd.), Asu (500 Tsd.)
  - G30 Zigula-Zalamo: Luguru (Ruguru) (700 Tsd.), Zigula (350 Tsd.), Ngulu (130 Tsd.), Kwere (100 Tsd.)
  - G40 Swahili: Swahili (Suaheli, Kisuaheli, Kiswahili) (3 Mio., S2 80 Mio.), Komorisch (650 Tsd.)
  - G50 Pogoro: Pogoro (200 Tsd.)
  - G60 Bena-Kinga: Hehe (Hehet) (750 Tsd.), Bena (700 Tsd.), Pangwa (100 Tsd.), Kinga (140 Tsd.)
- Zone H – DR Kongo, Republik Kongo, Angola – 22 Sprachen mit 12,5 Mio. Sprechern
  - H10 Kongo: Kongo (Kikongo) (3 Mio.), Yombe (1 Mio.), Suundi (120 Tsd.); Kituba (Munuktuba) (5,4 Mio., S2 6,2 Mio.) Kreolsprache
  - H20 Mbundu: Luanda Mbundu (Kimbundu, Loanda) (3 Mio.)
  - H30 Yaka: Kiyaka (1 Mio.), Sonde (100 Tsd.)
  - H40 Hungana
- Zone J – Uganda, Kenia, Tansania, DR Kongo, Ruanda, Burundi – 45 Sprachen mit 35 Mio. Sprechern
  - J10 Nyoro-Ganda: Ganda (Luganda) (3 Mio., S2 7 Mio.), Chiga (1,5 Mio.), Nyankore (Nkole) (1,7 Mio.), Soga (Lusoga) (1,4 Mio.),
  Nyoro (500 Tsd.), Tooro (500 Tsd.), Kenyi (400 Tsd.), Gwere (300 Tsd.), Hema (130 Tsd.)
  - J20 Haya-Jita: Haya (OluHaya, Ziba) (1,2 Mio.), Nyambo (440 Tsd.), Jita (200 Tsd.), Zinza (150 Tsd.), Kara (100 Tsd.),
  Kerebe (100 Tsd.), Kwaya (100 Tsd.), Talinga-Bwisi (100 Tsd.)
  - J30 Luyia: Luyia (3,6 Mio.), Bukusu (650 Tsd.), Idhako-Isukha-Tiriki (300 Tsd.), Logooli (200 Tsd.), Nyore (120 Tsd.);
  Masaba (750 Tsd.), Nyole (250 Tsd.)
  - J40 Nandi-Konzo: Nandi (1 Mio.), Konzo (350 Tsd.)
  - J50 Shi-Havu: Shi (650 Tsd.), Havu (500 Tsd.), Fuliiru (300 Tsd.), Hunde (200 Tsd.), Tembo (150 Tsd.)
  - J60 Ruanda-Rundi: Rwanda (Kinyarwanda) (7,5 Mio.), Rundi (Kirundi) (5 Mio.), Ha (1 Mio.), Hangaza (150 Tsd.), Shubi (150 Tsd.)
- Zone K – Angola, Sambia, DR Kongo, Namibia – 27 Sprachen mit 4,6 Mio. Sprechern
  - K10 Holu: Phende (450 Tsd.)
  - K20 Chokwe: Chokwe (1 Mio.), Luvale (700 Tsd.), Luchazi (200 Tasd), Mbunda (250 Tsd.), Nyemba (250 Tsd.), Mbewela (220 Tsd.)
  - K30 Salampasu-Lunda: Lunda (Chilunda) (400 Tsd.), Ruund (250 Tsd.)
  - K40 Kwangwa: Luyana (110 Tsd.)
  - K50 Subia
  - K60 Mbala: Mbala (Rumbala) (200 Tsd.)
  - K70 Diriku
- Zone L – DR Kongo, Sambia – 14 Sprachen mit 10,6 Mio. Sprechern
  - L10 Bwile
  - L20 Songye: Songe (1 Mio.), Bangubangu (170 Tsd.), Binji (170 Tsd.)
  - L30 Luba: Luba-Kasai (Chiluba, West-Luba, Luba-Lulua, Luva) (6,5 Mio.), Luba-Katanga (Kiluba, Luba-Shaba) (3 Mio.),
   Sanga (450 Tsd.), Kanyok (200 Tsd.), Hemba (180 Tsd.)
  - L40 Kaonde: Kaonde (300 Tsd.)
  - L50 Nkoya
- Zone M – Tansania, DR Kongo, Sambia – 19 Sprachen mit 9 Mio. Sprechern
  - M10 Fipa-Mambwe
  - M20 Nyika-Safwa: Nyiha (Nyika) (650 Tsd.), Nyamwanga (250 Tsd.), Ndali (220 Tsd.), Safwa (200 Tsd.)
  - M30 Nyakyusa-Ngonde: Nyakyusa-Ngonde (1 Mio.)
  - M40 Bemba: Bemba (ChiBemba, IchiBemba, Wemba) (3,6 Mio.), Taabwa (300 Tsd.), Aushi (100 Tsd.)
  - M50 Bisa-Lamba: Lala-Bisa (400 Tsd.), Seba (170 Tsd.); Lamba (200 Tsd.)
  - M60 Tonga-Lenje: Tonga (Chitonga) (1,5 Mio.), Lenje (170 Tsd.)
- Zone N – Malawi, Tansania, Sambia, Mosambik – 13 Sprachen mit 13,8 Mio. Sprechern
  - N10 Manda: Ngoni (200 Tsd.), Tonga (170 Tsd.), Matengo (150 Tsd.)
  - N20 Tumbuka: Tumbuka (ChiTumbuka) (1,3 Mio.)
  - N30 Nyanja: Nyanja (ChiNyanja, Chewa, Chichewa) (9,5 Mio.)
  - N40 Sena-Senga: Sena (1,2 Mio.), Nyungwe (250 Tsd.), Kunda (200 Tsd.); Nsenga (Senga) (600 Tsd.)
- Zone P – Tansania, Malawi, Mosambik – 23 Sprachen mit 12,6 Mio. Sprechern
  - P10 Matumbi: Ngindo (220 Tsd.), Rufiji (200 Tsd.), Ndengerenko (110 Tsd.), Ndendeule (100 Tsd.)
  - P20 Yao: Yao (2 Mio.), Makonde (1,4 Mio.), Mwera (500 Tsd.)
  - P30 Makua: Makhuwa (Makua, EMakua) (5 Mio.), Lomwe (Ngulu) (1,5 Mio.), Chuwabo (600 Tsd.), Kokola (200 Tsd.),
  Takwane (150 Tsd.), Lolo (150 Tsd.), Manyawa (150 Tsd.)
- Zone R – Angola, Namibia, Botswana – 12 Sprachen mit 5,8 Mio. Sprechern
  - R10 Süd-Mbundu: Umbundu (4 Mio.), Nyaneka (300 Tsd.), Nkhumbi (150 Tsd.)
  - R20 Ndonga: Ndonga (700 Tsd.), Kwanyama (Ovambo, Oshivambo) (400 Tsd.), Kwangali (180 Tsd.)
  - R30 Herero: Herero (150 Tsd.)
  - R40 Yeye
- Zone S – Simbabwe, Mosambik, Botswana, Namibia, Südafrika – 26 Sprachen mit 58 Mio. Sprechern
  - S10 Shona: Shona (ChiShona) (11 Mio.) (inkl. Manyika (1 Mio.) und Kalanga (850 Tsd.)),
  Ndau (700 Tsd.), Tewe (250 Tsd.), Nambya (100 Tsd.)
  - S20 Venda: Venda (ChiVenda) (1 Mio.)
  - S30 Sotho-Tswana: Sotho (Süd-Sotho, Sesotho) (5 Mio.), Pedi (Nord-Sotho, Sepedi, Transvaal-Sotho) (4 Mio.),
   Süd-Ndebele (600 Tsd.); Tswana (Setswana) (4 Mio.); Lozi (600 Tsd.)
  - S40 Nguni: Zulu (isiZulu) (15 Mio.), Xhosa (isiXhosa) (8 Mio.), Nord-Ndebele (1,6 Mio.), Swati (Siswati, Swazi) (1,7 Mio.)
  - S50 Tswa-Ronga: Tsonga (Xitsonga, Thonga, Shangaan) (3,3 Mio.), Tswa (700 Tsd.), Ronga (700 Tsd.)
  - S60 Chopi: Chopi (800 Tsd.), Gitonga-Inhambane (250 Tsd.)

### Bantusprachen
- Wilhelm H. I. Bleek: A Comparative Grammar of South African Languages. Trübner, London 1869, urn:nbn:de:bvb:12-bsb10589242-7 (englisch).
- Rev. F. W. Kolbe: A Language-Study based on Bantu. Trübner & Co., London 1888. Reprint 1972.
- Malcolm Guthrie: The Classification of the Bantu Languages. London 1948. Reprint 1967.
- Bernd Heine, H. Hoff und R. Vossen: Neuere Ergebnisse zur Territorialgeschichte der Bantu. Zur Sprachgeschichte und Ethnohistorie in Afrika.  In: Wilhelm J. G. Möhlig u. a. (Hrsg.): Neue Beiträge afrikanistischer Forschung. Reimer, Berlin 1977.
- Derek Nurse und Gérard Philippson: The Bantu Languages. Routledge, London 2003.
- A.P. Hendrikse und G. Poulos: A Continuum Interpretation of the Bantu Noun Class System. 
In: D.F. Gowlett: African Linguistic Contributions. Pretoria 1992.
- A.E. Meeussen: Bantu Grammatical Reconstructions. Africana Linguistica 3:80–122, 1967.
- Wilhelm J. G. Möhlig: Die Bantusprachen im engeren Sinne.
In: Bernd Heine u. a. (Hrsg.): Die Sprachen Afrikas. Buske, Hamburg 1981.
- David Phillipson: Die Wanderungen der Bantuvölker.
In: Marion Kälke (Hrsg.): Die Evolution der Sprachen. Spektrum der Wissenschaft, Heidelberg 2000.
- J. Vansina: New Linguistic Evidence and ‚The Bantu Expansion‘. Journal of African History (JAH) 36, 1995.
- Benji Wald: Swahili and the Bantu Languages.
In: Bernard Comrie (Hrsg.): The World’s Major Languages. Oxford University Press 1990.

### Afrikanische Sprachen
- George L. Campbell: Compendium of the World’s Languages. Routledge, London 2000 (2. Auflage)
- Joseph Greenberg: The Languages of Africa. Mouton, The Hague and Indiana University Center, Bloomington 1963
- Bernd Heine und andere (Hrsg.): Die Sprachen Afrikas. Buske, Hamburg 1981
- Bernd Heine und Derek Nurse (Hrsg.): African Languages. An Introduction. Cambridge University Press 2000
- John Iliffe: Geschichte Afrikas, 2. Auflage: C. H. Beck, München 2003, ISBN 3-406-46309-6

### Lexika
- A.E. Meeussen: Bantu Lexical Reconstructions. Tervuren, MRAC 1969, Reprint 1980
- A. Coupez, Y. Bastin und E. Mumba: Bantu Lexical Reconstructions 2. 1998
- Nicholas Awde: Swahili – English / English – Swahili Dictionary. Hippocrene Books, New York 2000